# Черняк, Евгений Александрович
Евгений Александрович Черняк (укр. Євген Олександрович Черняк; род. 12 апреля 1969, Запорожье) — украинский бизнесмен, глава наблюдательного совета алкогольного холдинга Global Spirits, ведущий YouTube-канала о бизнесе «Big Money».

## Биография
Родился 12 апреля 1969 года в городе Запорожье, УССР. В 1986 году окончил Среднюю общеобразовательную школу (СОШ) № 8.
После окончания средней школы в 1987—1989 годах проходил военную службу, по призыву, в Советской армии ВС Союза ССР, в Одесском военном округе.
В 1995 году окончил Запорожский технический университет по специальности «Машины и технология плавильного производства».
В 1998 году начал трудовую деятельность в ООО ТД «Мегаполис» на должности генерального директора. В 2002 году был избран постоянным главой совета учредителей ООО ТД «Мегаполис».
В 2003 году основал ликёро-водочный завод «Хортица».
В 2004 году — открыто представительство ТД «Мегаполис» в России.
В 2006 окончил Запорожский национальный университет по специальности «Финансы».
В 2009 году Евгений Черняк вошёл в пятёрку крупнейших меценатов Украины
В 2010 году — открыто представительство ТД «Мегаполис» в США. С 2010 года — глава наблюдательного совета холдинга Global Spirits.
В июне 2013 года предприниматель объявил о покупке Полтавского ликеро-водочного завода, где начато производство ТМ «Первак».
В 2023 году против Черняка в России было возбуждено уголовное дело за финансирование ВСУ. По данным СК России, в 2022 году он с другими фигурантами дела перечислил украинским военным более 500 млн руб. Бизнесмен объявлен в розыск.
Через некоторое время, в свою очередь, уже украинские власти обвинили Черняка в «финансировании вооруженной агрессии РФ» и объявили ему подозрение в совершении преступления предусмотренного ч. 2 ст. 28, ст. 111-2 УК Украины («пособничество государству-агрессору, совершенное по предварительному сговору группой лиц»). Сам Черняк прокомментировал это дело так: «Ни я лично, ни компания, в которой я учредитель, ничего не нарушали, но, как и у многих украинских бизнесов, у нас возникла ситуация, которая, очень надеюсь, является ошибкой, а не попыткой давления на бизнес с целью рейдерской атаки на лидера рынка. Мы проходили попытки отжима бизнеса при Януковиче, тогда только публичность и открытая юридическая позиция спасли нас от его „смотрящих“, которые потом по нашему делу сели в тюрьму надолго», — написал он. Черняк указал, что планирует придерживаться такой же публичности и в этом деле. Бизнесмен также уточнил, что лично в руки подозрение ему не давали и «никаких вопросов по делу не задавали».

## Проект «Big Money»
С 2018 года — ведущий YouTube-канала «Big Money» и одноименных бизнес-форумов.
Также открыл университет для предпринимателей.

## Семья
Отец — Александр Борисович Черняк, совладелец Запорожского завода цветных металлов
Жена — Павлова Ольга Анатольевна (род. 1971), развелись.
Гражданская жена — Астахова Юлия (род. 1985).
Сыновья Александр (род. 1992, совладелец американского проекта Allset), Иван (род. 1994), Евгений сын (род. 2006). Дочь София (род. 2006).

## Состояние
По состоянию на 2020 год Евгений Черняк входит в ТОП-30 Forbes Украина ($295 млн.), издание оценивало только украинскую долю холдинга Global Spirits, которая составляет 25 % от всех активов компании.
По версиям журналов «Фокус» и «Новое время» состояние Е. Черняка оценивалось таким образом:
| Год  | Состояние ($, млн.) |
| ---- | ------------------- |
| 2007 | 223                 |
| 2008 | 522                 |
| 2009 | 250,3               |
| 2010 | 278,1               |
| 2011 | 315,9               |
| 2012 | 243,2               |
| 2013 | 269,2               |
| 2019 | 234                 |

## Награды
- Медаль «За труд и доблесть» (2004)[23].